# Landschaftsschutzgebiet Linnepetal und Zuflüsse zwischen Linnepe und der südlichen Plangrenze
Das Landschaftsschutzgebiet Linnepetal und Zuflüsse zwischen Linnepe und der südlichen Plangebietsgrenze mit 50,4 ha Flächengröße liegt im Stadtgebiet von Sundern im Hochsauerlandkreis. Es wurde 1993 mit dem Landschaftsplan Sundern durch den Kreistag des Hochsauerlandkreises erstmals mit dem Namen Landschaftsschutzgebiet Linnepetal zwischen Linnepe und der südlichen Plangrenze als Landschaftsschutzgebiet (LSG) mit einer Flächengröße von 49,59 ha ausgewiesen. Bei der Neuaufstellung des Landschaftsplanes Sundern wurde das LSG als Landschaftsschutzgebiet vom Typ C, Wiesentäler und bedeutsames Extensivgrünland, mit verändertem Namen erneut ausgewiesen. Es grenzt direkt an den Siedlungsraum von Linnepe, Linneperhütte und Meinkenbracht. Das LSG geht bis zur südlichen Stadtgrenze und gehört zum Naturpark Sauerland-Rothaargebirge.

## Beschreibung
Das LSG umfasst Grünlandflächen im Talraum der Linnepe. Das Grünland im zu den quellnahen Bachbereichen immer schmaler werdende Sohlental der Linnepe wird überwiegend als Viehweide genutzt. Der durchfließende, naturnahe Bach wird auf langen Strecken von einem dichten, mehrstämmigen Ufergehölzen begleitet. Auf den Wegböschungen und Hangfüßen und z. T. an Parzellengrenzen stocken Heckenelemente oder heckenartige Gehölzstreifen.

## Schutzzweck
Die Ausweisung erfolgte zur Sicherung und Erhaltung der natürlichen Erholungseignung und der Leistungsfähigkeit des Naturhaushaltes gegenüber den vielfältigen zivilisatorischen Ansprüchen an Natur und Landschaft. Das LSG dient der Ergänzung bzw. Pufferzonenfunktion der strenger geschützten Teile dieses Plangebietes durch den Schutz ihrer Umgebung vor Einwirkungen, die den herausragenden Wert dieser Naturschutzgebiete und Schutzobjekte mindern könnten und Sicherung der Kohärenz und Umsetzung des europäischen Schutzgebietssystems Natura 2000.

## Rechtliche Vorschriften
Wie in den anderen Landschaftsschutzgebieten vom Typ C im Stadtgebiet besteht im LSG ein Verbot, Bauwerke zu errichten. Vom Verbot ausgenommen sind Bauvorhaben für Gartenbaubetriebe, Land- und Forstwirtschaft. Die Untere Naturschutzbehörde kann Ausnahme-Genehmigungen für Bauten aller Art erteilen. Wie in den anderen Landschaftsschutzgebieten vom Typ B in Sundern besteht im LSG ein Verbot der Erstaufforstung und Weihnachtsbaum-, Schmuckreisig- und Baumschul-Kulturen anzulegen. Grünland und Grünlandbrachen dürfen nicht in Acker oder andere Nutzungen umgewandelt werden.